# ميجر هولي
ميجر هولي (بالإنجليزية: Major Holley)‏ (و. 1924 – 1991 م) هو عازف جاز، وأستاذ جامعي أمريكي، ولد في ديترويت، يستخدم آلات كمان أجهر، توفي عن عمر يناهز 67 عاماً.

## التعليم
تعلم في ثانوية كاس التقنية ‏.

## روابط خارجية
- ميجر هولي على موقع ميوزك برينز (الإنجليزية)
- ميجر هولي على موقع أول ميوزيك (الإنجليزية)
- ميجر هولي على موقع ديسكوغز (الإنجليزية)